# Erich Regener
Erich Rudolf Alexander Regener (ur. 12 listopada 1881 w Schleusenau, zm. 27 lutego 1955 w Stuttgarcie) – niemiecki fizyk; konstruktor przyrządów do wysokościowych pomiarów promieniowania kosmicznego, w tym pierwszego przyrządu naukowego przeznaczonego do wystrzelenia rakietą. Sugerował istnienie kosmicznego promieniowania tła. 

## Życiorys
Regener urodził się w Prusach Zachodnich, we wsi Schleusenau, która dzisiaj stanowi osiedle Wilczak w Bydgoszczy. W latach 1900–1905 studiował na Uniwersytecie Berlińskim, pod opieką Emila Warburga. Od 1909 pracował z Heinrichem Rubensem.
W 1911 został profesorem fizyki doświadczalnej i metrologii na Uniwersytecie Rolniczym w Berlinie. W 1920 przeniósł się do Stuttgartu, również na pozycję profesora fizyki doświadczalnej, gdzie pracował z Paulem Ewaldem. Tamże zajmował się projektowaniem i budową przyrządów pomiarowych do mierzenia promieniowania kosmicznego na różnych wysokościach.
W opinii innych naukowców, jego prace były przełomowe dla tej dziedziny. Bruno Rossi pisał, że „na przełomie lat 20. i 30. (XX wieku) techniki samorejestrujących elektroskopów wynoszonych balonami w najwyższe warstwy atmosfery, lub zabieranych w największe głębiny, zostały wyniesione na niebywały poziom doskonałości przez niemieckiego fizyka Ericha Regenera i jego zespół. Zawdzięczamy im jedne z najdokładniejszych pomiarów promieniowania kosmicznego w funkcji wysokości i głębokości”.
Ernest Rutherford powiedział w 1931: „dzięki zgrabnym eksperymentom profesora Millikana i jeszcze dalej sięgających eksperymentów profesora Regenera, mamy, po raz pierwszy, krzywą absorpcji tych promieni w wodzie, na której możemy polegać”.
W 1937 Regener został zmuszony do odejścia na emeryturę przez narodowych socjalistów. Założył prywatne Laboratorium Badawcze Fizyki Stratosfery w Friedrichshafen, które potem stało się częścią Towarzystwa Cesarza Wilhelma. W 1939 zgodził na udział w badaniach nad bronią rakietową w ośrodku w Peenemünde. Opracował tam spektrograf chroniony stalową obudową. Przyrząd ten, nazwany potem Regener-Tonne, był pierwszym przyrządem naukowym zaprojektowanym do wyniesienia na dużą wysokość przez rakietę. Po pierwszym locie testowym, we wrześniu 1944, badania naukowe zostały anulowane, a przeznaczone do tego rakiety skierowano do ataków na Wielką Brytanię.
W 1948 Regener został mianowany pierwszym wiceprezesem Towarzystwa Maxa Plancka. Współzakładał z Walterem Diemingerem Instytut Maxa Plancka Badań Układu Słonecznego. Starał się również ściągnąć z powrotem do Niemiec naukowców, którzy opuścili kraj przed i trakcie II wojny światowej.
Miał dwoje dzieci, Victora i Erikę. Erika poślubiła jednego ze studentów Regenera, Henriego Rathgebera.

## Publikacje
- Über die chemische Wirkung kurzwelliger Strahlung auf gasförmige Körper, Friedrich-Wilhelms-Universität zu Berlin, 12 sierpnia 1905
- E Meyer, and Erich Regener. Concerning Oscillation of Radioactive Radiation and a Method for Determining the Electric Element Quantum. „Annalen Der Physik”. 25 (4), s. 757–774, 1908. (niem.).
- Erich Regener. On Counting the Alpha Particles by Scintillation and on the Size of the Electrical Elementary Quantum. „Sitzungsberichte der Koniglich Preussischen Akademie Der Wissenschaften”, s. 948–965, 1909. (niem.).
- Erich Regener. Die neuen Versuche von C.T.R. Wilson zur Sichtbarmachung der Bahnen der radioaktiven Strahlen. „Naturwissenschaften”. 1, s. 299–302, 1913. DOI: 10.1007/BF01503917. Bibcode: 1913NW......1..299R. (niem.).
- Über Kathoden-, Röntgen- und Radiumstrahlen, Rede, geh. in d. Kgl. Landwirtschaftlichen Hochschule zu Berlin am, 26 stycznia 1915, Berlin, Wien: Urban & Schwarzenberg, 1915
- Über die Ursache, welche bei den Versuchen von Hrn. F. Ehrenhaft die Existenz eines Subelektrons vortäuscht, Berlin 1920 (Sitzungsbericht d. Preuss. Akademie d. Wiss. Phys.-math. Kl. 1920)
- Erich Regener, Lise Meitner and P. Jordan. Besprechungen. „Die Naturwissenschaften”. 15 (38), s. 789–792, 1927. DOI: 10.1007/BF01504664. Bibcode: 1927NW.....15..789R. (niem.).
- Erich Regener, and Victor H. Regener. Aufnahmen des ultravioletten Sonnenspektums in der Stratosphäre und vertikale Ozonverteilun. „Phys. Z.”. 35, s. 788–793, 1934. (niem.).
- Erich Regener, and George Pfotzer. Vertical Intensity of Cosmic Rays by Threefold Coincidences in the Stratosphere. „Nature”. 136 (3444), s. 718–719, November 1935. DOI: 10.1038/136718a0. Bibcode: 1935Natur.136..718R. (ang.).
- Über Ballone mit großer Steiggeschwindigkeit, Thermographen von geringer Trägheit, Quarzbarographen und über die Kondensation und Sublimation von Wasserdampfes bei tiefen Temperaturen, München; Berlin: Oldenbourg, 1941 (Schriften d. Dt. Akademie d. Luftfahrtforschung 37)
- Aufbau und Zusammensetzung der Stratosphäre, München; Berlin: Oldenbourg, 1941 (Schriften der Deutschen Akademie der Luftfahrtforschung 46)
- Optische Interferenzen an dünnen, bei 190 °C kondensierten Eisschichten, 1954